# Újpetre
Újpetre (Duits: Ratzpeter) is een plaats (község) en gemeente in het Hongaarse comitaat Baranya. Újpetre telt 1172 inwoners (2001).